# Homalenotus quadridentatus
Homalenotus quadridentatus is een hooiwagen uit de familie Sclerosomatidae.